# Manta zamorana
La manta zamorana es una prenda textil tejida con lana utilizada como abrigo principalmente por los arrieros que iban de sur a norte de la provincia de Zamora, cuyos colores predominantes recuerdan a la Seña Bermeja de la ciudad de Zamora (rojo y verde) dibujados a rayas. Se suele denominar por extensión a una manta gruesa, de gran abrigo.

## Historia
En el siglo XI entre las repoblaciones de la ciudad de Zamora tras el periodo posterior de la reconquista destaca un grupo de palentinos que se estableció en el arrabal noroccidental, extramuros del primer recinto amurallado de la ciudad, organizando la industria del hilado y del tejido de la lana de oveja. Esta actividad fue una parte importante de la economía de la ciudad en los siglos XIII al XV.
Otros pueblos de la provincia de Zamora se han destacado por la producción de mantas zamoranas como son Carbellino, Almeida de Sayago, Alcañices en la comarca de Aliste. La producción fue decayendo poco a poco hasta un mínimo artesanal.

### Barrio de la lana
Las mantas se elaboraron en grandes cantidades en este barrio zamorano,  dando fama a su producto atrayendo diversos artesanos tintoreros y manteros.

## La manta en la cultura popular
El poeta Ramón de Campoamor en su poema «El tren expreso» da cuenta de su manta zamorana.

CANTO PRIMERO
        La noche
(...)
desdoblando mi manta zamorana,
que tenía más borlas verde y grana
que todos los cerezos y los guindos
que en Zamora se crían,

(...)

El compositor Manuel Fernández Caballero dedicó una de sus obras a la manta. Y el poeta Federico Acosta Noriega dedica un poema a la manta zamorana. En 1957 el escritor Ramón Gómez de la Serna escribe en el diario ABC de Madrid un artículo «Su manta zamorana», abriendo un debate literario intenso, seguido de una réplica editorial.